# Brian Walton
Brian Walton (n. 18 decembrie 1965, Ottawa, Ontario, Canada) este un ciclist canadian, medaliat olimpic. A participat la 3 ediții ale Jocurilor Olimpice (1988, 1996, 2000) în care a câștigat o medalie de argint.